# Dialogue transatlantique des consommateurs
Le Dialogue transatlantique des consommateurs (TACD), ou en anglais Trans Atlantic Consumer Dialogue est un lobby créé en septembre 1998 et constitué d'associations de consommateurs américaines et européennes qui élabore et adopte des recommandations concernant les politiques à mener à l'intention de la Commission européenne d'une part et du gouvernement des États-Unis d'Amérique d'autre part. Il défend les intérêts des consommateurs européens et américains dans le cadre d'une convergence vers un marché commun.

## Réunions
Le TACD se réunit une fois par an, alternativement aux États-Unis et en Europe. À l'issue de ces réunions, il émet des recommandations dans les domaines suivants :
- l'alimentation
- la propriété intellectuelle
- le commerce électronique
- les services financiers
- la santé en particulier les nanotechnologies

La commission européenne apporte son soutien financier au TACD et en coordonne les activités.

## Membres
Le TACD admet toute association de consommateur européenne ou américaine, travaillant à l'échelle nationale et/ou internationale.
À ce jour, 50 associations européennes et 27 américaines ont rejoint le TACD et participent aux réunions annuelles, notamment les associations françaises suivantes :
- Consommation Logement Cadre de vie (CLCV)
- Organisation générale des consommateurs
- Union fédérale des consommateurs—Que choisir (UFC—Que choisir)

La liste exhaustive des membres du TACD est disponible sur le site officiel.